# 英那河水库
英那河水库是中国辽宁省大连市庄河市境内的一座水库，位于英那河上，建于1974年。水库正常库容为1700万立方米，集雨面积为683平方千米，海拔为59米。